# Rattoo Round Tower

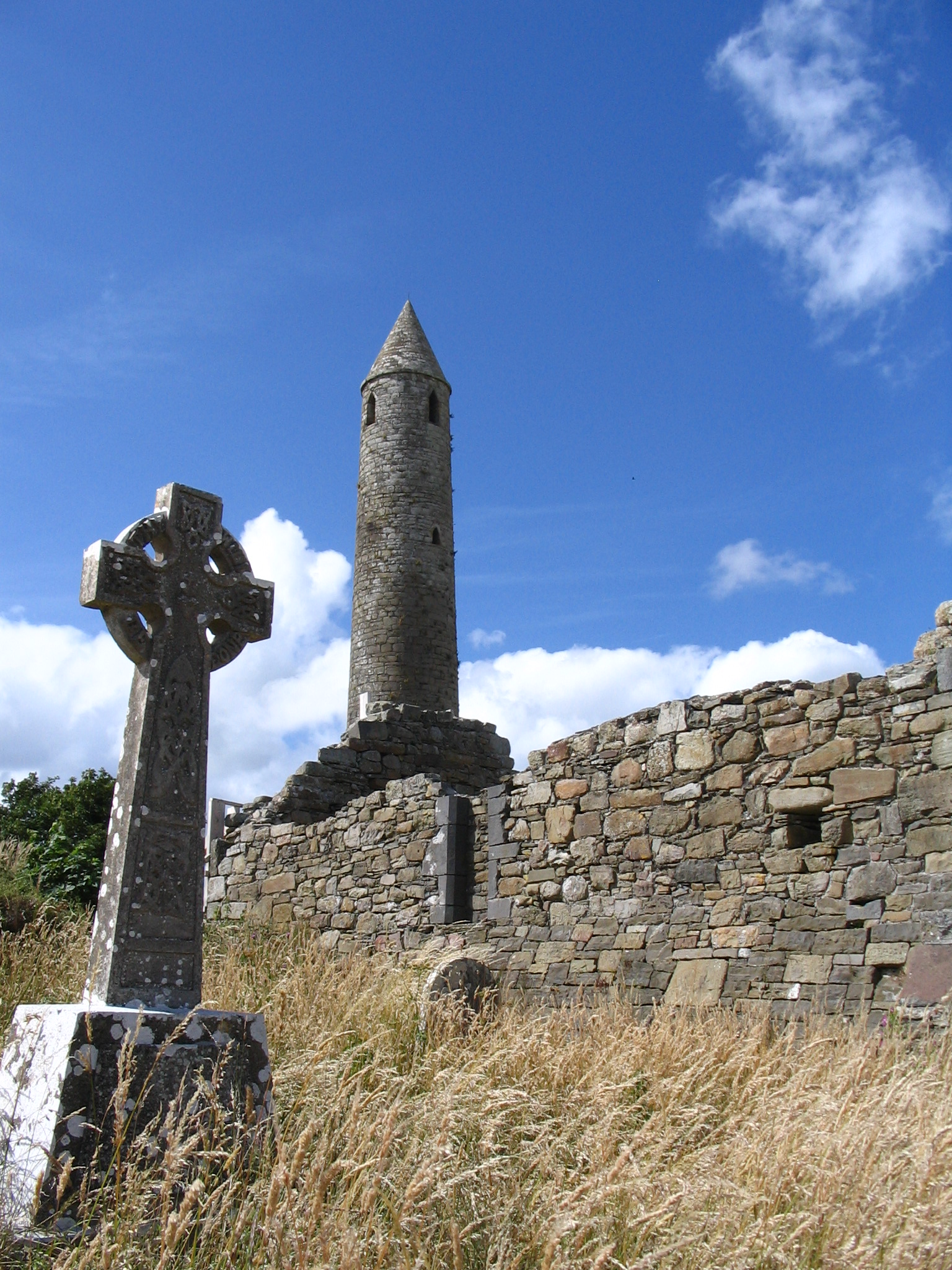
Les ruines de l'église du 15e et une croix celtique du cimetière de l'abbaye

Rattoo Round Tower (en irlandais, Cloigteach Ràth Tuaidh) est une tour ronde, qui fait partie des ruines d'un monastère à Ballyduff entre Ballybunion et Tralee, dans le Comté de Kerry en Irlande.
Le monastère aurait été fondé par l'évêque Lughach, l'un des premiers chrétiens ayant évangélisé le Kerry. La tour ronde a été construite vers 1100, elle est exceptionnellement bien préservée. Le toit conique a été restauré.
L'église en ruine et le cimetière datent du XVe siècle.

## Galerie

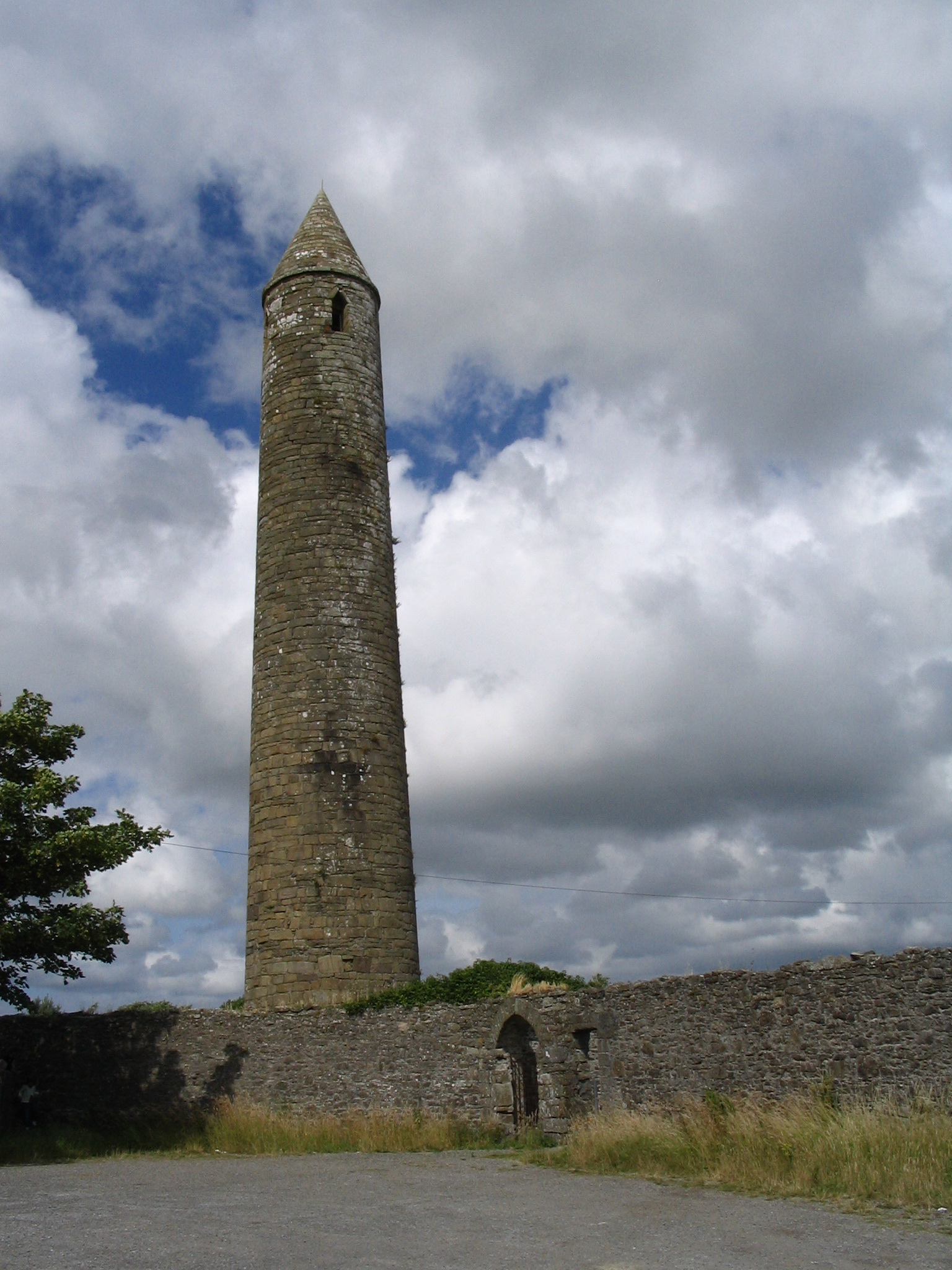
Vue générale de la tour (hauteur 28 m )
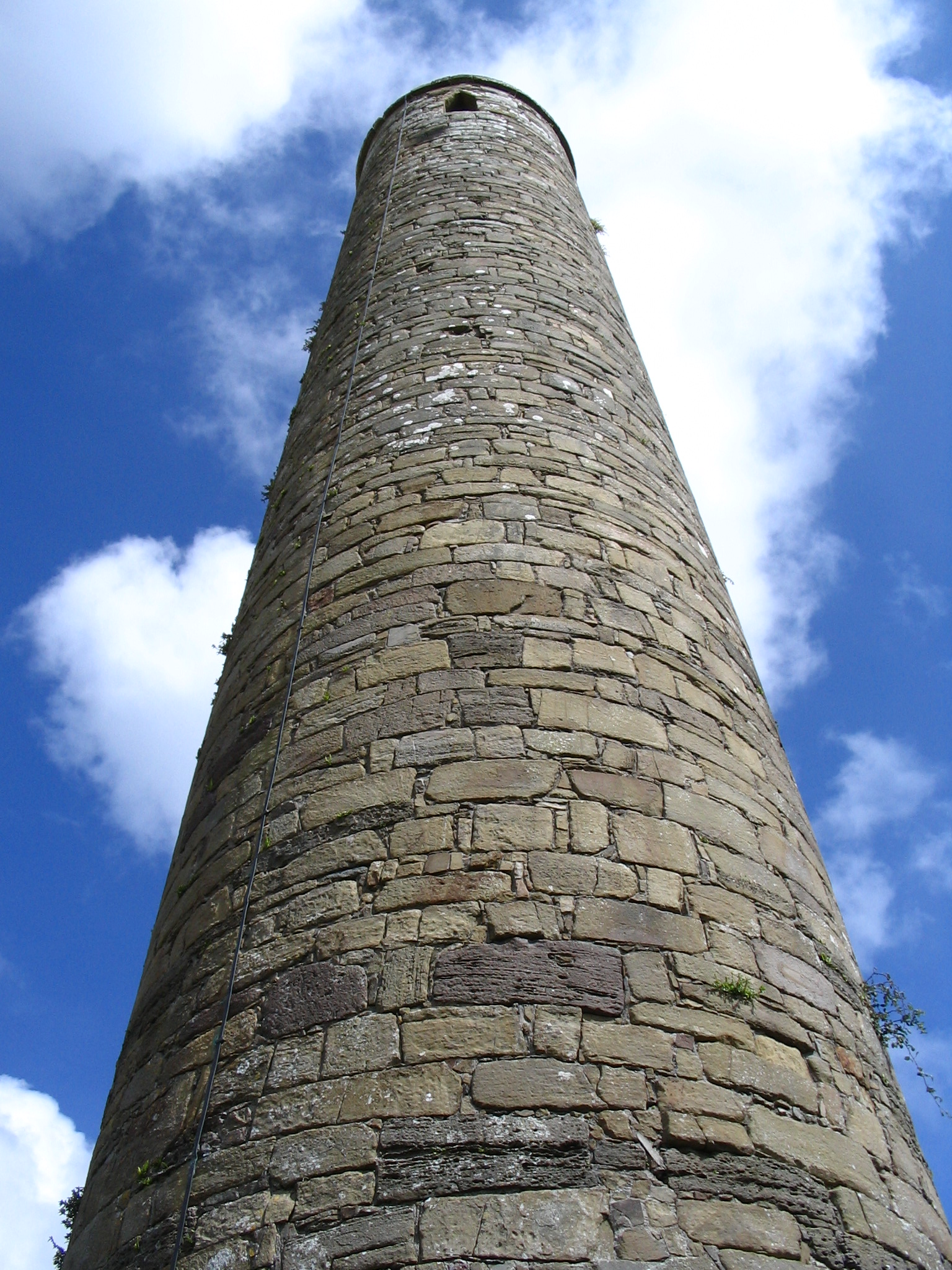
Vue de la base de la tour (diamètre 4.60 m )
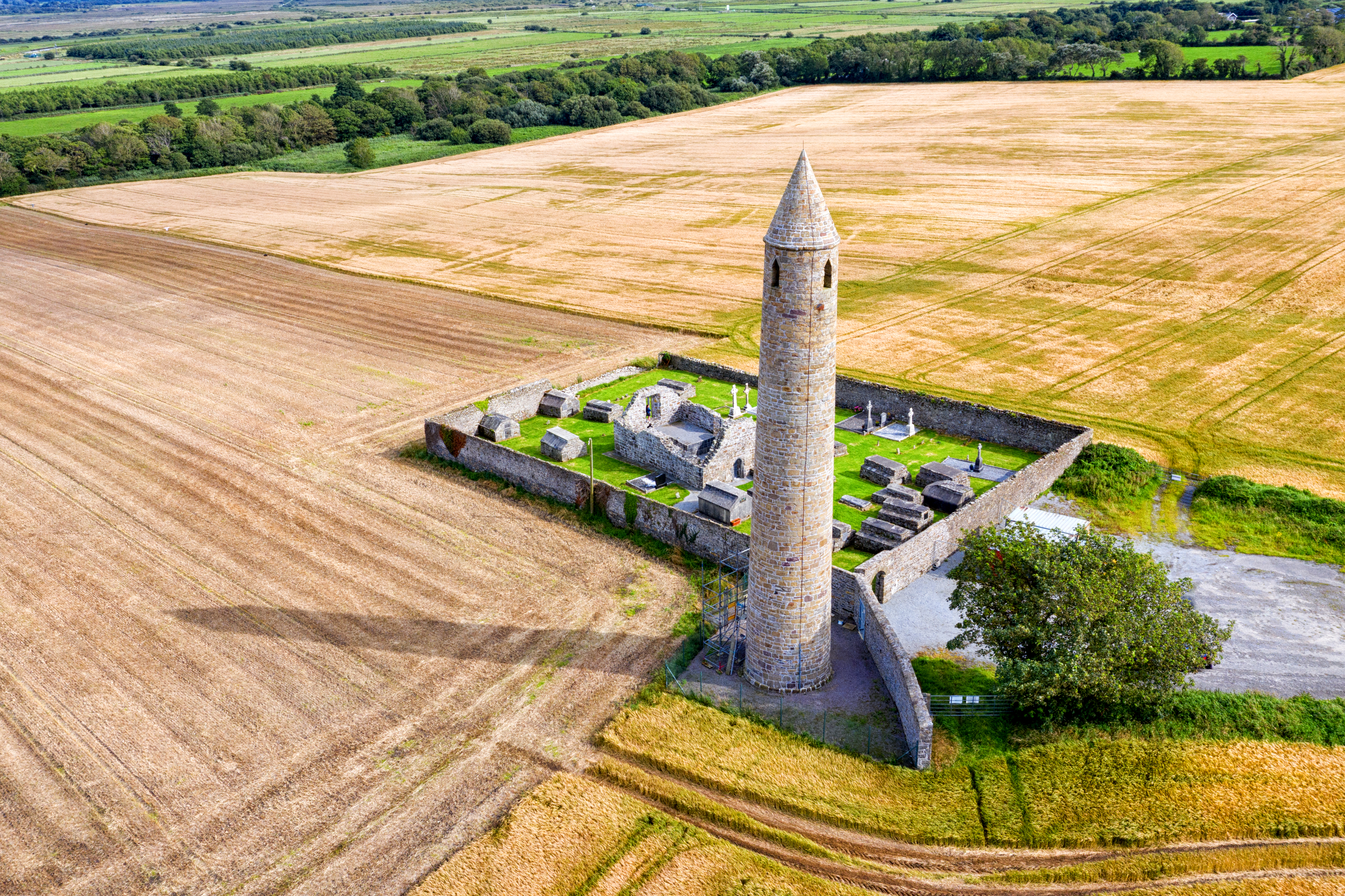
La tour dans son paysage.